# Feldbrunnen-Sankt Niklaus
Feldbrunnen-Sankt Niklaus (toponimo tedesco) è un comune svizzero di 974 abitanti del Canton Soletta, nel distretto di Lebern.